# Тет (город)
Тет (венг. Tét) — город в медье Дьёр-Мошон-Шопрон в Венгрии.
Население — 3976 человек (2010). Площадь города — 56,35 км². Плотность населения — 70,56 чел./км².
Город Тет, как и вся Венгрия, находится в часовом поясе, обозначаемом по международному стандарту как Central European Time (CET). Смещение относительно UTC составляет +1:00 (CET, зимнее время) / +2:00 (CEST, летнее время), так как в этом часовом поясе действует переход на летнее время.
Почтовый индекс — 9100. Телефонный код — (+36)96.

## История
Название, по всей видимости, связано с именем первого владельца. Впервые упоминается в 1269 году в договоре дарения Белы IV.
С 2001 года имеет статус города.

## Население
| Год  | Численность | Численность |
| ---- | ----------- | ----------- |
| 2013 | 4023        | [ 4 ]       |
| 2014 | 3994        | [ 5 ]       |
| 2018 | 4097        | [ 6 ]       |
| 2022 | 4176        | [ 7 ]       |
| 2023 | 4134        | [ 8 ]       |
| 2024 | 4160        | [ 1 ]       |